# Batalla de Nyala (2023)
La batalla de Nyala fue un compromiso militar por el control de Nyala, la capital del estado sudanés de Darfur del Sur, entre las rebeldes Fuerzas de Apoyo Rápido (RSF) y las Fuerzas Armadas de Sudán durante la campaña de Darfur en curso. El enfrentamiento ocurrió entre el 15 y el 20 de abril de 2023, durante el cual cientos de civiles fueron reportados muertos.
La ciudad, junto con la mayor parte de la región donde se encuentra, fue fuertemente atacada por ambas fuerzas, lo que finalmente resultó en una serie de éxitos para la RSF. La batalla por el control de la ciudad, junto con la concurrente batalla de Geneina, formó una gran parte de la campaña de Darfur.

## Preludio
En las primeras horas de la mañana del 15 de abril de 2023, los soldados leales a las Fuerzas de Apoyo Rápido comenzaron una serie de asaltos en edificios clave en Jartum, principalmente el aeropuerto internacional homónimo. Mientras que el Aaeropuerto Iinternacional fue capturado por la RSF, las batallas callejeras continuaron en todo Jartum y las ciudades vecinas de Omdurmán y Jartum Norte. El RSF también capturó el Palacio Presidencial, la residencia del expresidente sudanés Omar al-Bashir, y atacó una base militar. Los usuarios en Facebook Live y Twitter documentaron a la Fuerza Aérea Sudanesa volando por encima de la ciudad, y golpeando los objetivos de la RSF.

### Origen en Darfur
La historia de los conflictos en Sudán ha consistido en invasiones y resistencia extranjeros, tensiones étnicas, disputas religiosas y competencia sobre recursos. En su historia moderna, dos guerras civiles entre el gobierno central y las regiones del sur mataron a 1,5 millones de personas, y un conflicto continuo en la región occidental de Darfur ha desplazado a dos millones de personas y mató a más de 200,000 personas. Desde la independencia en 1956, Sudán ha tenido más de quince golpes militares y también ha sido gobernado por los militares durante la mayor parte de la existencia de la República, con solo breves períodos de gobierno parlamentario civil democrático.

## Antes de la guerra
Nyala fue uno de los refugios más grandes en Darfur durante la guerra en Darfur, y también fue atacado por ejércitos de todos los bandos. Esto ha provocado que Nyala sea una ciudad con una cantidad excesiva de guerras y batallas entre las últimas décadas.

## Línea de tiempo

### 15 de abril
El conflicto comenzó temprano en la mañana del 15 de abril. Debido al estallido de la lucha, todos los mercados y escuelas en Nyala estaban cerrados, y se instó a los civiles a quedarse en sus hogares. El hospital de Nyala declaró que seis civiles fueron asesinados al principio de los enfrentamientos. La mayoría de los enfrentamientos tuvieron lugar dentro de la ciudad, y un ataque al mercado de Al-Malja mató a tres personas. El RSF también afirmó repeler un ataque de RSF en el aeropuerto internacional de Nyala y las bases de comando regionales del ejército sudanés junto a él. Al menos once personas fueron asesinadas en Nyala y Jartum, y más de dieciséis heridas, en Nyala el primer día de lucha.

### 16 de abril
Para el 16 de abril, Nyala registró la mayor cantidad de muertes en la lucha, y los enfrentamientos tuvieron lugar en las bases de SAF y cerca del Hospital Nyala. [20] El RSF tomó el control del aeropuerto de Nyala el 16 de abril, después de que un ataque de 90 minutos empujó a las fuerzas sudanesas a los barrios orientales de la ciudad. En la vecina Kabkabiya, se mataron a tres trabajadores de ayuda del Programa Mundial de Alimentos, lo que llevó a la organización a suspender todas las actividades en Darfur, incluida Nyala. Poco se sabía sobre los continuos ataques el 16 de abril o el número de muertes civiles, debido a la niebla de guerra.

### 17 de abril
Varias oficinas de la agencia de la ONU fueron saqueadas en Nyala por el RSF, incluidos el PMA, el ACNUR y UNICEF. Médicos Sin Fronteras informó que ya no podían realizar actividades de ayuda en la ciudad, ya que sus oficinas en Nyala habían sido saqueadas. El RSF también capturó el Ministerio de Finanzas del Darfur del Sur ese día,
Se informó que los saqueos empeoraron durante la noche, las imágenes satelitales también mostraron una gran cantidad de humo y destrucción dentro de la ciudad, también se informó que los refugiados huyeron a los países vecinos cercanos, a medida que aumentaron las advertencias y las tensiones de alto el fuego.

### 18 de abril
Se informó que los RSF recuperaron una base militar dentro de la ciudad, con una foto que se muestra en línea del ejército dando celebraciones debido a la conquista. Un gran almacén fue atacado, saqueado y capturado por el RSF, que contiene armas, suministros y vehículos médicos y otros artículos utilizados por el gobierno y el ejército.

### 20 de abril
El 20 de abril, un alto el fuego negociado por civiles detuvo los combates entre las RSF y las SAF. El Hospital Central de Nyala también comenzó a operar nuevamente, ya que la electricidad regresó a la ciudad. Algunos combates continuaron en el norte de la ciudad más tarde ese día y las barricadas civiles no fueron derribadas. Para el 20 de abril, las fuerzas de las RSF estaban en los barrios de El Matar, El Riyadh y El Malja cerca del aeropuerto.

## Secuelas
El alto el fuego se mantuvo hasta mayo. El hospital turco en Nyala anunció que el área alrededor del hospital había disminuido los combates y que la mayoría de los hospitales pueden volver a trabajar. El Ministerio de Educación de la ciudad fue incendiado el 21 de abril, a pesar de la tregua. Ocho cuerpos fueron recogidos por civiles en los días posteriores a la batalla en áreas a las que no pudieron llegar debido a los combates. El mercado también volvió, aunque los precios estaban altos. Mientras tanto, los reclusos de la prisión de Nyala fueron liberados debido a la falta de alimentos y bienes suficientes para mantenerlos. El número de muertos provisional de la batalla vio a más de 31 civiles muertos y 279 heridos.